# Étoile sportive de Berrouaghia
Maillots
Dernière mise à jour : 16 avril 2020.
L'Étoile sportive de Berrouaghia (en arabe : النجم الرياضي للبرواقية), plus couramment abrégé en ES Berrouaghia ou plus simplement en ESB, est un club algérien de football fondé en 1948 et basé dans la commune de Berrouaghia, dans la wilaya de Médéa.

## Histoire
Le club évolue pour la saison 2014-2015 dans le championnat d'Algérie de 3e division, appelé Division nationale amateur. Lors du dernier match du championnat l'ESB se déplace à Mekhadma pour affronter le MCM local dans une rencontre capitale ou l'ESB doit gagner pour se maintenir en D3. À la suite de conditions d'insécurité, le match n'a pas eu lieu, ainsi l'équipe visiteuse est déclarée gagnante ; toutefois après décision de la commission d'homologation, le match se rejoue à huis clos sur un terrain neutre (Laghouat, à plus 300 km de Mekhadma) et voit l'ESB perdre son match par 2 à 0 et rétrograder en division inférieure.

## Parcours

### Classement en championnat par année
- 1962-63 : D?, ?e
- 1963-64 : D?, ?e
- 1964-65 : D?, ?e
- 1965-66 : D?, ?e
- 1966-67 : D?, ?e
- 1967-68 : D?, ?e
- 1968-69 : D?, ?e
- 1969-70 : D?, ?e
- 1970-71 : D?, ?e
- 1971-72 : D?, ?e
- 1972-73 : D?, ?e
- 1973-74 : D?, ?e
- 1974-75 : D?, ?e
- 1975-76 : D?, ?e
- 1976-77 : D?, ?e
- 1977-78 : D?, ?e
- 1978-79 : D?, ?e
- 1979-80 : D?, ?e
- 1980-81 : D?, ?e
- 1981-82 : D?, ?e
- 1982-83 : D?, ?e
- 1983-84 : D?, ?e
- 1984-85 : D?, ?e
- 1985-86 : D3, Division d'honneur Centre Gr, 1re
- 1986-87 : D2, Division 2 Centre, ?e
- 1987-88 : D3, Division d'honneur Centre Gr, ?e
- 1988-89 : D3, Régional Centre, ?e
- 1989-90 : D3, Régional Centre, 10e
- 1990-91 : D3, Régional Centre, 16e
- 1991-92 : D3, Régional Centre, ?e
- 1992-93 : D3, Régional Centre, ?e
- 1993-94 : D3, Régional Centre, ?e
- 1994-95 : D3, Régional Centre, 1re
- 1995-96 : D2, Division 2, 14e
- 1996-97 : D2, Division 2, 14e
- 1997-98 : D2, Division 2, 16e
- 1998-99 : D2, 1re Division, 14e
- 1999-00 : D4, Régional Centre, 1re
- 2000-01 : D3, Régional Centre, 8e
- 2001-02 : D3, Régional Centre, ?e
- 2002-03 : D3, Régional Centre, 11e
- 2003-04 : D3, Régional 1 Blida, 2e
- 2004-05 : D3, inter-régions Centre, 4e
- 2005-06 : D3, inter-régions Centre, 11e
- 2006-07 : D3, inter-régions Centre, 14e
- 2007-08 : D4, R1 Blida, ?e
- 2008-09 : D4, R1 Blida, ?e
- 2009-10 : D4, R1 Blida, ?e
- 2010-11 : D4, Inter-régions Centre-Ouest, 12e
- 2011-12 : D4, Inter-régions Centre-Ouest, 1re
- 2012-13 : D3, DNA Ouest, 6e
- 2013-14 : D3, DNA Centre, 11e
- 2014-15 : D3, DNA Centre, 16e
- 2015-16 : D4, Inter-régions Centre-Est, 7e
- 2016-17 : D4, Inter-régions Centre-Ouest, ?e
- 2017-18 : D4, Inter-régions Centre-Ouest, 9e
- 2018-19 : D4, Inter-régions Centre-Ouest, 4e
- 2019-20 : D4, Inter-régions Centre-Ouest, ?e
- 2020-21 : D3, inter-régions Centre-Ouest C1, 6e
- 2021-22 : D3, inter-régions Centre-Ouest, 16e

### Parcours de l'ESB en coupe d'Algérie
| Saison  | Tour          | Matchs              | Résultats     |
| ------- | ------------- | ------------------- | ------------- |
| 1962-63 | ?             | ?                   | ?             |
| 1963-64 | ?             | ?                   | ?             |
| 1964-65 | ?             | ?                   | ?             |
| 1965-66 | ?             | ?                   | ?             |
| 1966-67 | ?             | ?                   | ?             |
| 1967-68 | ?             | ?                   | ?             |
| 1968-69 | ?             | ?                   | ?             |
| 1969-70 | ?             | ?                   | ?             |
| 1970-71 | ?             | ?                   | ?             |
| 1971-72 | ?             | ?                   | ?             |
| 1972-73 | ?             | ?                   | ?             |
| 1973-74 | ?             | ?                   | ?             |
| 1974-75 | ?             | ?                   | ?             |
| 1975-76 | ?             | ?                   | ?             |
| 1976-77 | ?             | ?                   | ?             |
| 1977-78 | ?             | ?                   | ?             |
| 1978-79 | ?             | ?                   | ?             |
| 1979-80 | ?             | ?                   | ?             |
| 1980-81 | ?             | ?                   | ?             |
| 1981-82 | ?             | ?                   | ?             |
| 1982-83 | ?             | ?                   | ?             |
| 1983-84 | ?             | ?                   | ?             |
| 1984-85 | ?             | ?                   | ?             |
| 1985-86 | 3e T.R        | USM Blida           | 2-1           |
| 1986-87 | 1/16 finale   | JE Tizi Ouzou       | 3-0           |
| 1987-88 | 1/32 finale   | ES Sour El Ghozlane | 1-0           |
| 1988-89 | 1/32 finale   | MP Alger            | 1-0           |
| 1989-90 | N.J           | N.J                 | N.J           |
| 1990-91 | ?             | ?                   | ?             |
| 1991-92 | 3e T.R        | ARB Oued Kouriche   | 3-3 t.a.b     |
| 1992-93 | N.J           | N.J                 | N.J           |
| 1993-94 | 4e T.R        | ES Ben Aknoun       | ?             |
| 1994-95 | ?             | ?                   | ?             |
| 1995-96 | 4e T.R        | CRB Djendel         | 1-1 t.a.b     |
| 1996-97 | ?             | ?                   | ?             |
| 1997-98 | 1/32 finale   | IRB Laghouat        | 5-2           |
| 1998-99 | ?             | ?                   | ?             |
| 1999-00 | 1/32 finale   | USM Annaba          | 1-0           |
| 2000-01 | ?             | ?                   | ?             |
| 2001-02 | ?             | ?                   | ?             |
| 2002-03 | ?             | ?                   | ?             |
| 2003-04 | 1/64 finale   | ?                   | ?             |
| 2004-05 | 1/8 finale    | OM Ruisseau         | 2-1           |
| 2005-06 | ?             | ?                   | ?             |
| 2006-07 | 1/32 finale   | CS Constantine      | 4-0           |
| 2007-08 | ?             | ?                   | ?             |
| 2008-09 | 1/64 finale   | CC Rouina           | 3-1           |
| 2009-10 | ?             | ?                   | ?             |
| 2010-11 | 1/16 finale   | CRB Hennaya         | 1-1 t.a.b 4-3 |
| 2011-12 | Avant dernier | IR Ouled Naïl       | 1-0           |
| 2012-13 | 1/64 finale   | USM Blida           | 2-0           |
| 2013-14 | Avant dernier | CRB Boukadir        | ?             |
| 2014-15 | Avant dernier | ESM Koléa           | ?             |
| 2015-16 | Avant dernier | CRB Boukadir        | 1-0           |
| 2016-17 | 1/32 finale   | US Tebessa          | 2-1           |
| 2017-18 | Avant dernier | SKAF Khemis Miliana | ?             |
| 2018-19 | Avant dernier | ORB Oued Fodda      | 1-1 t.a.b     |
| 2019-20 | Avant dernier | O Médéa             | ?             |
| 2020-21 | N.J           | N.J                 | N.J           |

## Identité du club

### Logo et couleurs
Depuis la fondation de l'ESB en 1948, ses couleurs sont le vert et le blanc.

Logo actuel.